# 아이르산맥
아이르산맥(타마섹어: Ayăr, 프랑스어: Massif de l'Aïr)은 니제르 북부에 위치한 산맥이다. 서사하라 산지 제릭 삼림지대의 일부로 해발 1,800m 이상, 84,000km2 이상이다. 17도 이북의 사막 한가운데에 위치한 아이르고원은 평균 해발 500~900m의 사헬 기후의 섬을 형성하며, 다양한 생활, 많은 목축, 농업 공동체, 극적인 지질학적, 고고학적 유적지들을 지원한다. 이 지역의 선사 시대 역사를 보여주는 고고학적 발굴이 이 지역에서 이루어지고 있다. 멸종위기에 처한 아프리카들개는 한때 이 지역에 존재했지만, 지금은 이 지역의 인구 압박으로 인해 멸종될 수도 있다.

## 지질학

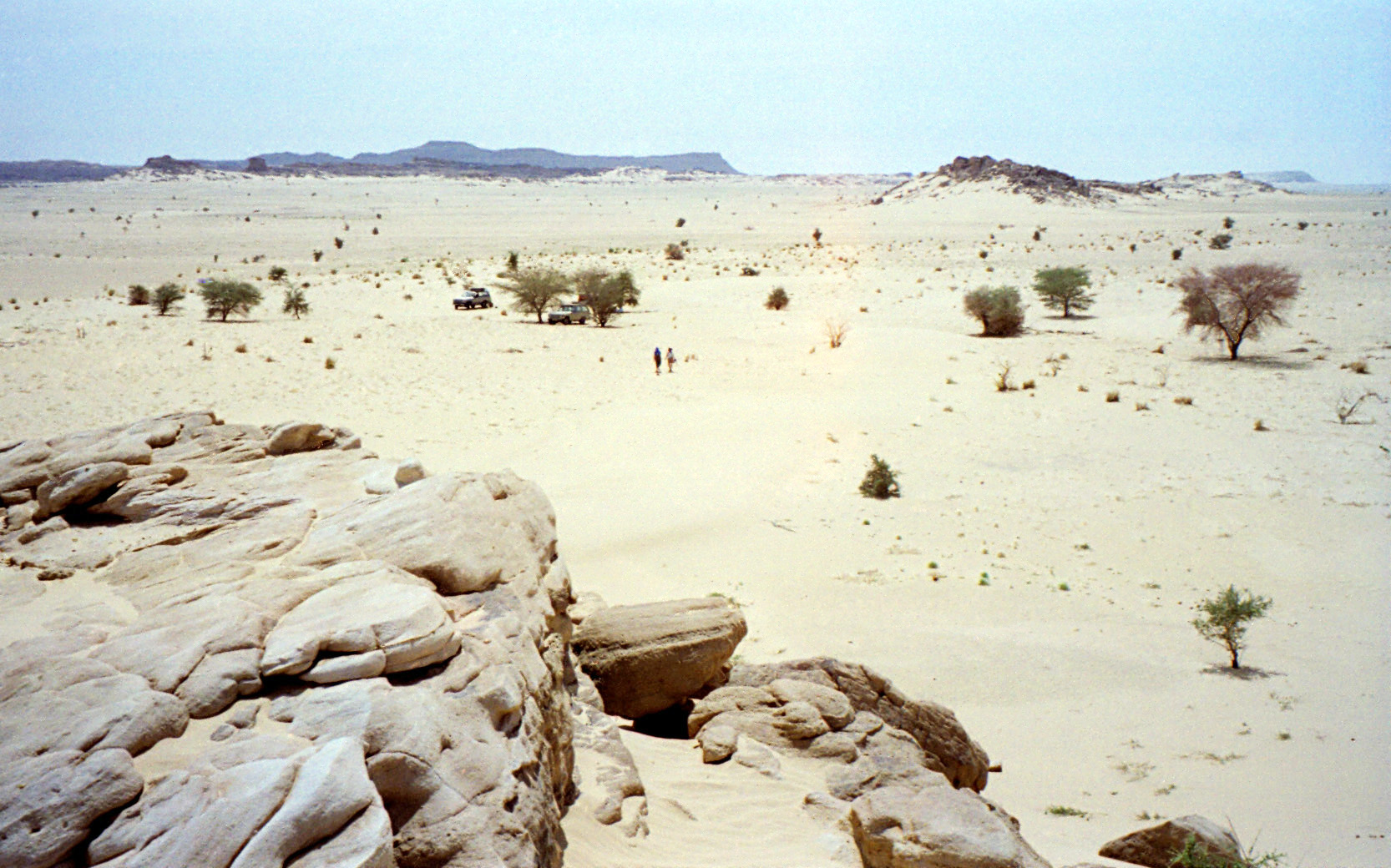
아가데즈 근처의 사막, 멀리 아이르산맥이 있다.

선캄브리아 시대 산맥에서 신생대 아이르산맥으로 이어지는 산맥은 과알칼리성 화강암 침입으로 이루어져 있으며, 대부분 화강암 덩어리가 들판에서 밝은 색조를 띠기 때문에 흔치 않다. 사하라 사막에서 그러한 산들은 종종 모래로 덮인 저지대들 사이에 지형적인 높이로 두드러진다. 지형은 고원, 산맥, 넓고 모래가 많은 계곡과 계절성 와디로 이루어져 있다. 이 깊고 종종 교차하는 계곡의 지역들은 또한 수인성 점토와 진흙 퇴적물을 포함한다. 일부 계곡의 지하수로는 일년 내내 오아시스와 계절적 식생을 제공한다.

## 기후

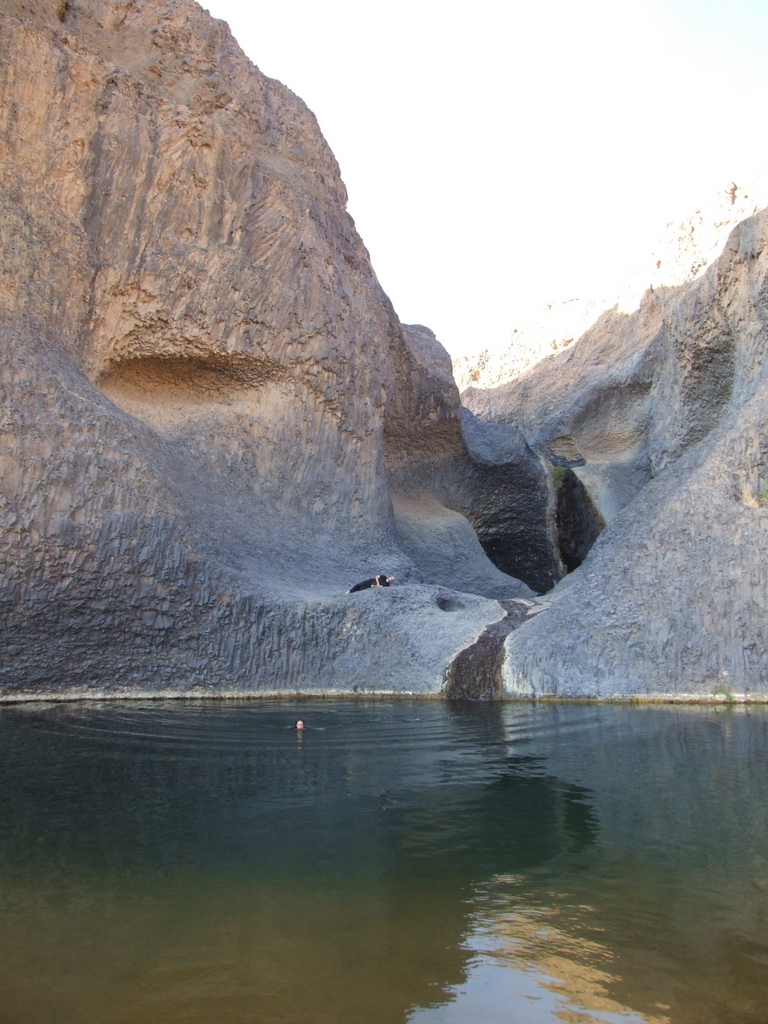
중앙 아이르의 티미아 마을 근처에 있는 구엘타는 일년 내내 물을 공급한다.

해발고도(평균 500~900m)와 낮은 강우량(하층 고원에서는 연간 50~160mm)에도 불구하고, 특히 8~9월의 계절성 강우 이후 주변의 사막과 비교하여 녹지대를 형성한다. 기후는 남쪽 지방의 기후와 마찬가지로 사헬로 분류된다. 산악 지대에는 식물이 거의 없지만, 건조한 와디 강 계곡(하우사어로 "코리"로 알려진)은 구엘타(티미아 마을 근처와 같은 돌 웅덩이)에 빗물을 머금고 있어 동물과 일부 지역에서는 농사를 짓는 오아시스를 만들어낸다. 특히 중부 아이르 지역의 높은 바잔 고원은 집중적인 농업에 적합한 강우를 제공한다. 이 지역의 다른 광활한 지역은 완전히 식물이 살지 않으며 화산 분출과 암석 지대가 또 다른 세계의 모습을 보여준다.

## 초목
지금까지 아이르산맥에서 430종 이상의 혈관이 발견되었다. 아하가르산맥의 남쪽 연장선으로서 아이르가 위치해 있기 때문에 사하라 식물과 사헬 식물 사이를 연결한다. 그러나 해발 최대 2000m의 산이 존재하기 때문에 수단과 지중해 지역의 몇몇 종에게 지역적으로 유리한 조건을 제공한다.